# 모호로비치치 불연속면

지구 내부 구조의 모식도. 맨 위 지각과 맨틀 사이의 경계가 모호로비치치 불연속면이다.

모호로비치치 불연속면(Mohorovičić discontinuity, /ˌmoʊhəˈroʊvɪtʃɪtʃ/, Croatian: [moxorôʋiːtʃitɕ]), 모호 불연속면, 모호 경계, 또는 단순히 모호면은 지구의 지각과 맨틀 사이의 경계이다. 이 경계는 암석의 밀도 변화를 통과할 때 지진파 속도의 뚜렷한 변화로 정의된다.
모호면은 거의 대부분 암석권(지각을 포함하는 지구의 단단한 바깥층) 내에 있다. 해령 아래에서만 암석권–연약권 경계(맨틀이 상당히 연성이 되는 깊이)에서 나타난다. 모호로비치치 불연속면은 해저 아래 5~10 km 깊이에 있으며, 일반적인 대륙 지각 아래에는 20~90 km 깊이에 있으며 평균 35 km이다.
선구적인 크로아트인 지진학자 안드리야 모호로비치치의 이름을 따서 명명된 모호면은 해양 지각과 대륙 지각을 아래 맨틀과 나누는 경계이다. 모호로비치치 불연속면은 1909년 모호로비치치가 천발지진의 지진계에 P파와 S파가 나타나는 것을 관찰했을 때 처음으로 식별되었다. 이 두 지진파 중 하나는 지구 표면 근처의 직접적인 경로를 따랐고, 다른 하나는 고속 매질에 부딪혀 굴절되었다.

## 성질과 지진학

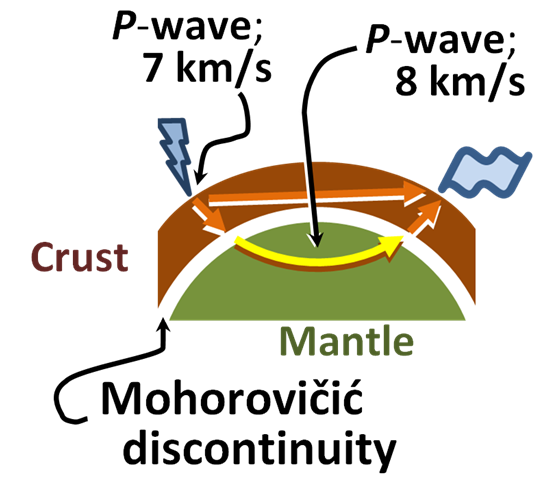
P파의 두 가지 경로를 그린 모습. 하나는 직접 경로이고 다른 하나는 모호를 가로지르면서 굴절된 경로이다.

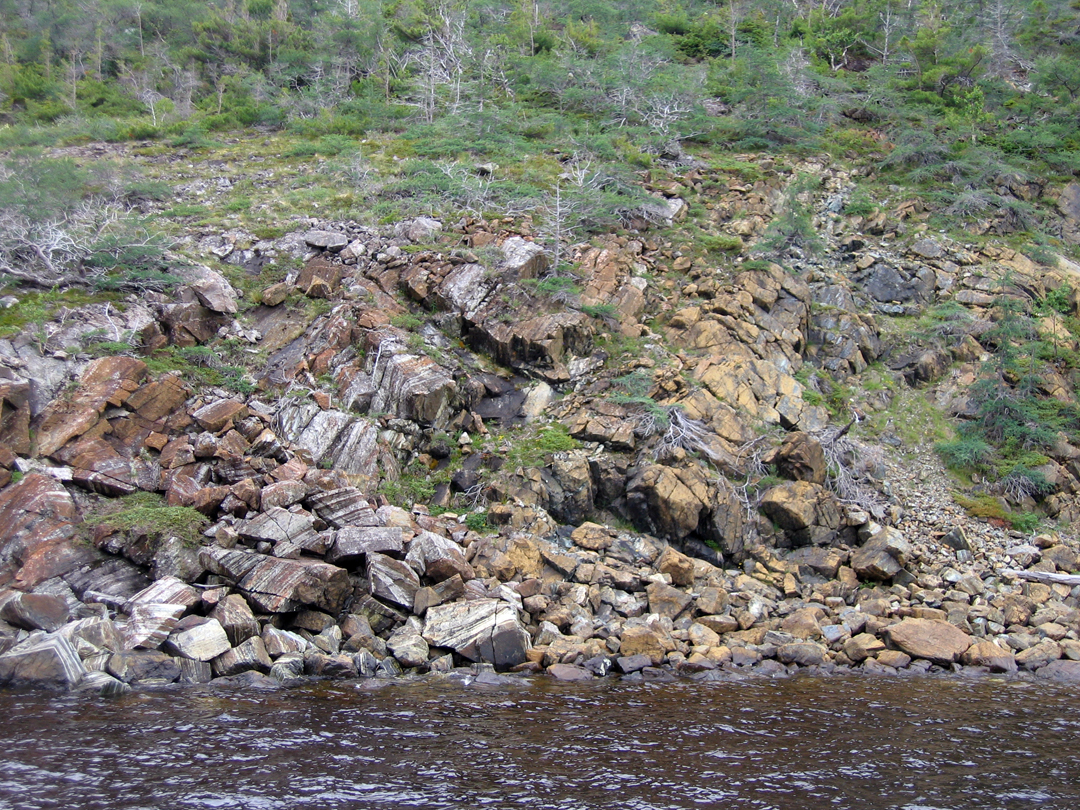
뉴펀들랜드의 그로스 몬 국립공원에 있는 오르도비스기 오피올라이트 암석. 오르도비스기 모호면을 형성했던 이 암석이 지표면에 노출되어 있다.

모호면은 지구 지각과 암석권 맨틀 사이의 구성 변화를 나타낸다. 모호면 바로 위에서는 1차 지진파(P파)의 속도가 현무암을 통과할 때의 속도(6.7~7.2 km/s)와 일치하며, 그 아래에서는 감람암이나 두나이트를 통과할 때의 속도(7.6~8.6 km/s)와 비슷하다. 약 1 km/s의 이러한 증가는 파동이 지구를 통과할 때 물질의 뚜렷한 변화에 해당하며, 일반적으로 지구 지각의 한계 깊이로 받아들여진다. 모호면은 최대 500 m의 전이대로 구성된다. 고대 모호 지대는 전 세계의 수많은 오피올라이트에서 지표면에 노출되어 있다.

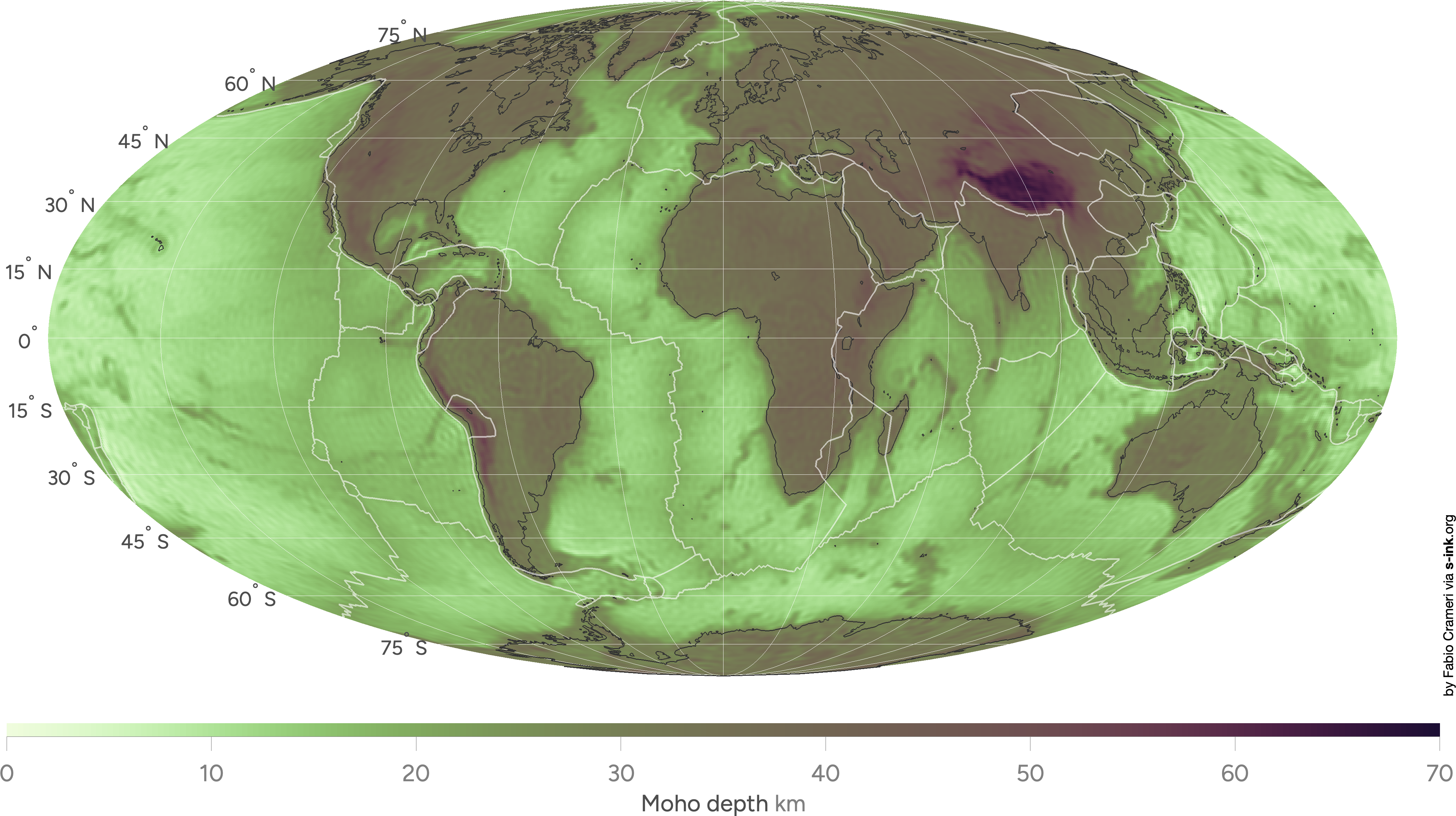
그림에서 보듯이, 모호는 해저면 아래에서 비교적 안정적인 평균 10 km 깊이를 유지하지만, 대륙 지괴 아래에서는 70 km 이상 변동할 수 있다.

1980년대부터 지질학자는 모호면이 물질 조성으로 정의되는 지각-맨틀 경계와 항상 일치하지는 않는다는 것을 알게 되었다. 제노리스(화산 분출로 지표면에 올라온 하부 지각 및 상부 맨틀 암석) 및 지진 반사 데이터는 대륙 강괴에서 떨어진 곳에서는 지각과 맨틀 사이의 전이가 현무암성 관입으로 특징지어지며 최대 20 km 두께일 수 있음을 보여주었다. 모호면은 지각-맨틀 경계보다 훨씬 아래에 있을 수 있으며, 이 때문에 지진 데이터만으로 지각의 구조를 해석할 때는 주의해야 한다.
천천히 확장되는 해령 아래 맨틀 암석의 사문암화가 지진파 속도를 낮추기 때문에 모호면의 깊이를 더 깊게 만들수도 있다.

## 역사
크로아티아의 지진학자 안드리야 모호로비치치는 모호면을 발견하고 정의한 공로를 인정받고 있다. 1909년, 모호로비치치는 자그레브에서 발생한 지진의 데이터를 조사하던 중 지진의 진원지에서 두 가지 뚜렷한 P파와 S파가 전파되는 것을 관찰했다. 모호로비치치는 지진으로 발생하는 파동이 그 파동을 전달하는 물질의 밀도에 비례하는 속도로 이동한다는 것을 알고 있었다. 이 정보를 바탕으로 그는 두 번째 파동이 지구 지각의 밀도에서 급격한 변화에 의해서만 발생할 수 있으며, 이는 파동 속도의 극적인 변화를 설명할 수 있다고 이론화했다. 지진의 속도 데이터를 사용하여 그는 모호면의 깊이가 약 54 km임을 계산할 수 있었고, 이는 후속 지진 연구를 통해 뒷받침되었다.
모호면은 한 세기 이상 동안 지질학과 지구 과학 분야에서 큰 역할을 해왔다. 모호면의 굴절 특성과 그것이 P파의 속도에 미치는 영향을 관찰함으로써 과학자들은 지구의 구성에 대해 이론화할 수 있었다. 이러한 초기 연구는 현대 지진학의 기초가 되었다.
1960년대 초, 심해 지역에서 모호면까지 시추하려는 시도인 모홀 프로젝트가 진행되었다. 심해 시추를 성공적으로 시작한 후, 이 프로젝트는 정치적 및 과학적 반대, 부실한 관리, 예산 초과 때문에 1966년에 취소되었다.

## 탐사
시추를 통해 불연속면에 도달하는 것은 중요한 과학적 목표로 남아 있다. 소련 과학자는 콜라 시추공에서 1970년부터 1992년까지 이 목표를 추구했다. 그들은 프로젝트를 포기하기 전에 세계에서 가장 깊은 구멍인 12,260 m 깊이에 도달했다. 한 제안으로 암석 용해 방사성 핵종 동력 캡슐에 무거운 텅스텐 바늘을 사용하여 모호 불연속면까지 스스로 추진하여 그 근처와 상부 맨틀의 지구 내부를 탐사하는 프로젝트가 있다. 일본 프로젝트인 지큐 하켄 프로젝트("지구 탐사")도 통합 해양 시추 프로그램(IODP)을 위해 건조된 시추선 지큐함을 사용하여 이 일반 지역을 탐사하는 것을 목표로 한다.
계획에 따르면 드릴십 JOIDES Resolution은 2015년 말 스리랑카 콜롬보에서 출항하여 남서부 인도양의 남서인도양 중앙 해령에 있는 유망한 위치인 아틀란티스 뱅크로 향하여 약 1.5킬로미터 깊이의 초기 시추공을 뚫으려 했다.
시도는 1.3 km에 미치지 못했지만, 연구자는 추후에 조사를 계속하기를 희망한다.

## 같이 보기
- 취성-연성 전이대
- 핵-맨틀 경계
- 레만 불연속면
- 구텐베르크 불연속면

## 참고 문헌
- Harris, P. (1972). 〈The composition of the earth〉.   Gass, I. G.;  외. 《Understanding the earth: a reader in the earth sciences》. Horsham: Artemis Press for the Open University Press. ISBN 978-0-85141-308-2.
- “Schlumberger Oilfield Glossary”. 슐룸베르거. 2008년 7월 17일에 원본 문서에서 보존된 문서. 2008년 7월 17일에 확인함.
- Dixon, Dougal (2000). 《Beginner's Guide to Geology》. New York: Bounty Books. ISBN 978-0-7537-0358-8.